# Torneträsk-Soppero fjällurskog
Torneträsk-Soppero fjällurskog är Sveriges näst största skogsreservat och är större än hela Blekinge län. Det utgör även ett Natura 2000-område och sträcker sig från Torneträsk i väster till öster om väg 45 mellan Vittangi och Karesuando i Kiruna kommun. Naturreservatet inrättades år 2000 och har en areal på 336 884  hektar. Ett domänreservat och två äldre naturreservat har genom sammanslagning bildat Torneträsk-Soppero fjällurskog.